# Лупинг
Лупинг (англ. looping; нем. Loopingleitung; фр. looping; итал. looping) — участок трубопровода, прокладываемый параллельно основному трубопроводу; подключается для увеличения пропускной способности последнего (п. 3.25 Правил эксплуатации магистральных газопроводов СТО Газпром 2-3.5-454-2010). Ha участке трубопровода c лупингом расход транспортируемого продукта в основном трубопроводе уменьшается, следовательно, сокращается общая потеря напора на преодоление гидравлического сопротивления. Поэтому при неизменной величине напора пропускная способность трубопровода в целом увеличивается тем значительнее, чем больше площадь поперечного сечения лупинга.